# Partit Nacionalsocialista Grec
El Partit Nacional Socialista Grec (en grec: Ελληνικό Εθνικό Σοσιαλιστικό Κόμμα, Elliniko Ethnik Sosialistiko Komma) va ser un partit nazi fundat a Grècia el 1932 per George S. Mercouris, un antic ministre del gabinet.

## Història
Fundat a Atenes el desembre de 1932, el Partit Nacionalsocialista era un dels grups d'extrema dreta actius al país en aquell moment, d'altres com la Unió Nacional de Grècia (en grec: Εθνική Ενωση Ελλάδος), Iron Peace (en grec: Σιδηρά Ειρήνια Ειρήνια), Trident, i Estat Nacional Sobirà (en grec: Εθνικό Κυρίαρχο Κράτος, dirigit per Skilakakis). No obstant això, se'n va distingir pel suport ferotge a Adolf Hitler i per cercar copiar el Partit Nazi en termes organitzatius i polítics.
El partit va sorgir després que Mercouris, que abans havia mostrat simpatia pels sindicats feixistes italians, es va separar de Panagis Tsaldaris i el Partit Popular per la necessitat d'un govern de coalició. Mitjançant els contactes amb Galeazzo Ciano, Mercouris va aconseguir el finançament del nou grup des d'Itàlia, encara que aquest aviat va desaparèixer aviat, ja que no estaven convençuts que el partit estigués en condicions d'aconseguir el poder.
El mateix partit estava en gran part orientat cap al feixisme italià, encara que el mateix Mercouris i alguns dels seus principals seguidors estaven més atrets pel model alemany. Mercouris va ser utilitzat de vegades com a intermediari pel govern col·laboracionista durant l'ocupació alemanya.

## Suport polític
El partit grec, tanmateix, no va servir el règim de Ioannis Metaxàs, encara que a causa de la posició monàrquica del partit molts dels seus seguidors es van reconciliar amb el nou govern. Durant l'ocupació de Grècia per l'Eix, es va permetre que el grup continués, tot i que no va tenir cap paper real en el govern grec majoritàriament de base militar i es va enfrontar a la competència dels altres moviments extremistes. Havia esperat guanyar influència, però els alemanys van considerar que a causa de la seva manca de suport popular habitual, no era convenient oferir cap poder al partit.